# Ilampokhari
Ilampokhari (en népalais : इलमपोखरी) est un comité de développement villageois du Népal situé dans le district de Lamjung. Au recensement de 2011, il comptait 2 650 habitants.